# Oszlopcsarnok

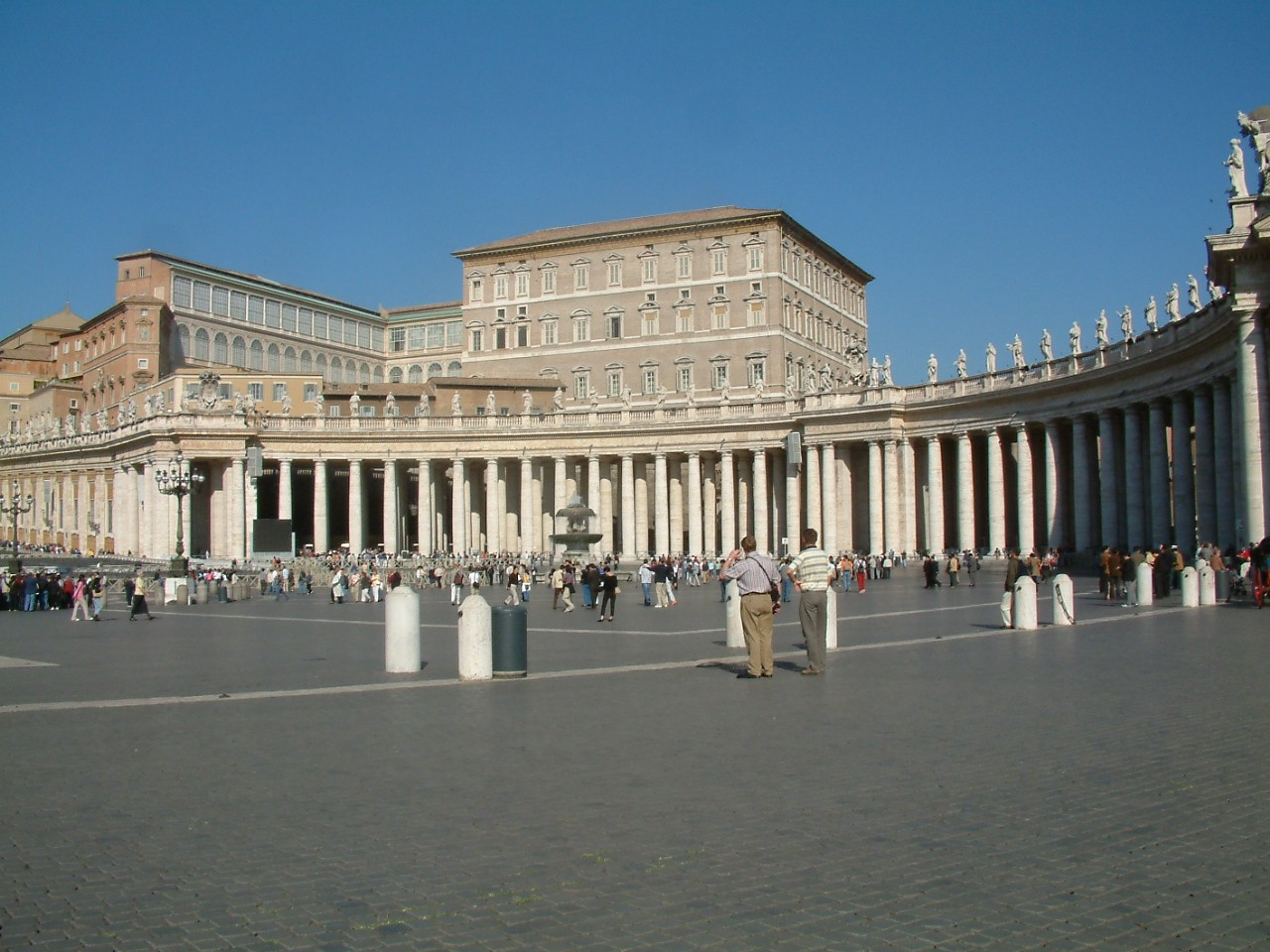
Giovanni Lorenzo Bernini kolonnádja a római Szent Péter-bazilika előtt

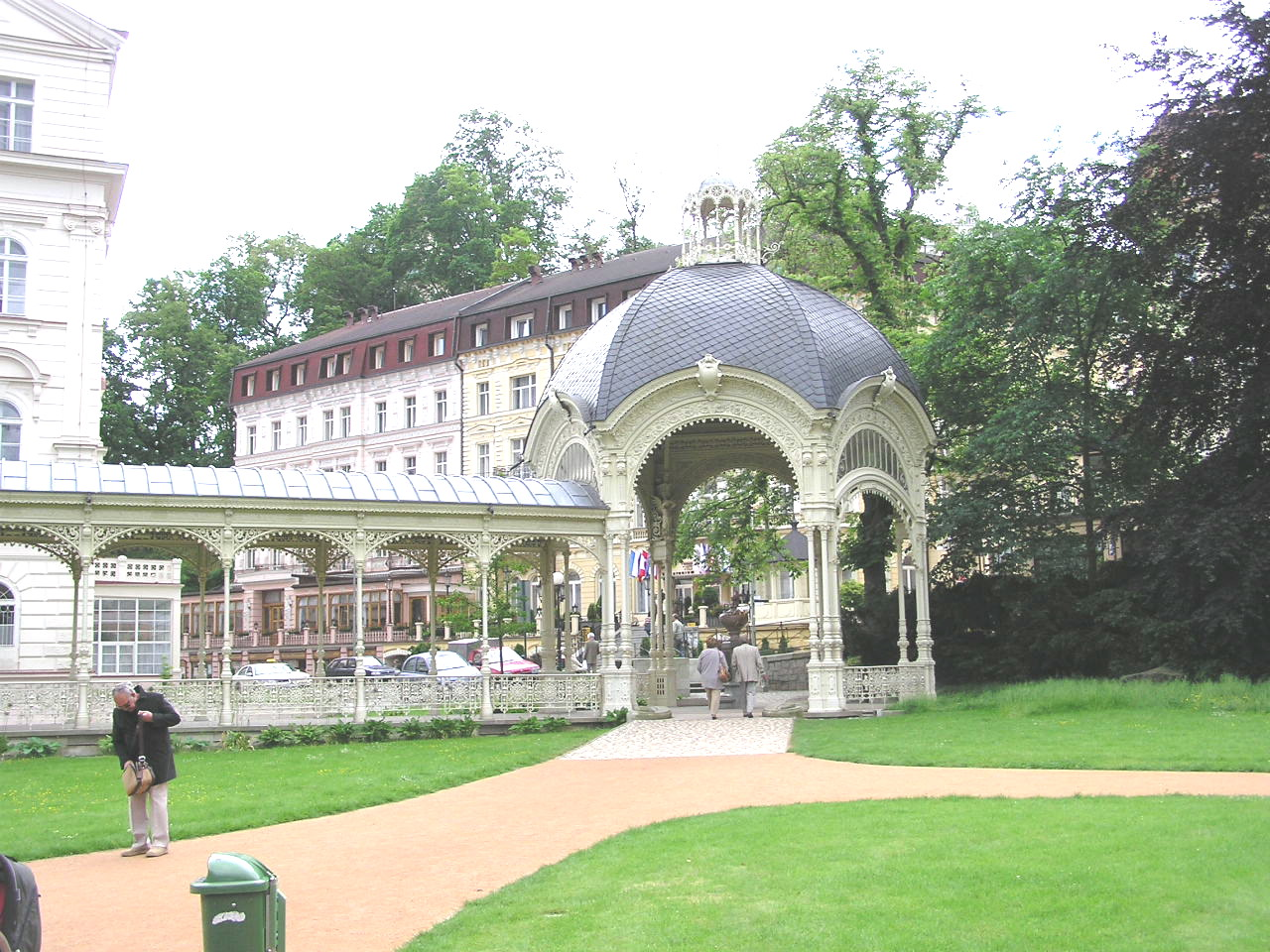
A Parkkolonnád Karlovy Varyban

Az oszlopcsarnok vagy kolonnád szélesebb folyosó (galéria) vagy terem, amelynek mennyezete oszlopokon nyugszik. Az ókor óta használatos az építészetben. A bejárati oszlopcsarnokokat portikusznak nevezik.

## Fajtái

### Perisztülion
A perisztülion (latinul peristylium) az ókori görög és a római építészetében egy nyitott udvart, templomot, épületet vagy kertet körülvevő oszlopsort, oszlopcsarnokot jelent. A keresztény építkezési hagyományokban a kolostorok kerengője a perisztülionok mintájára alakult ki. A 19–20. század során különösen a klasszicista és klasszikus szellemű építészetben használták, mint például a Henry Bacon tervezte washingtoni Lincoln-emlékműnél.
Az egyik legszebb példája a 3. század végéről származik, a Splitben (Horvátország) található Diocletianus-palotából.

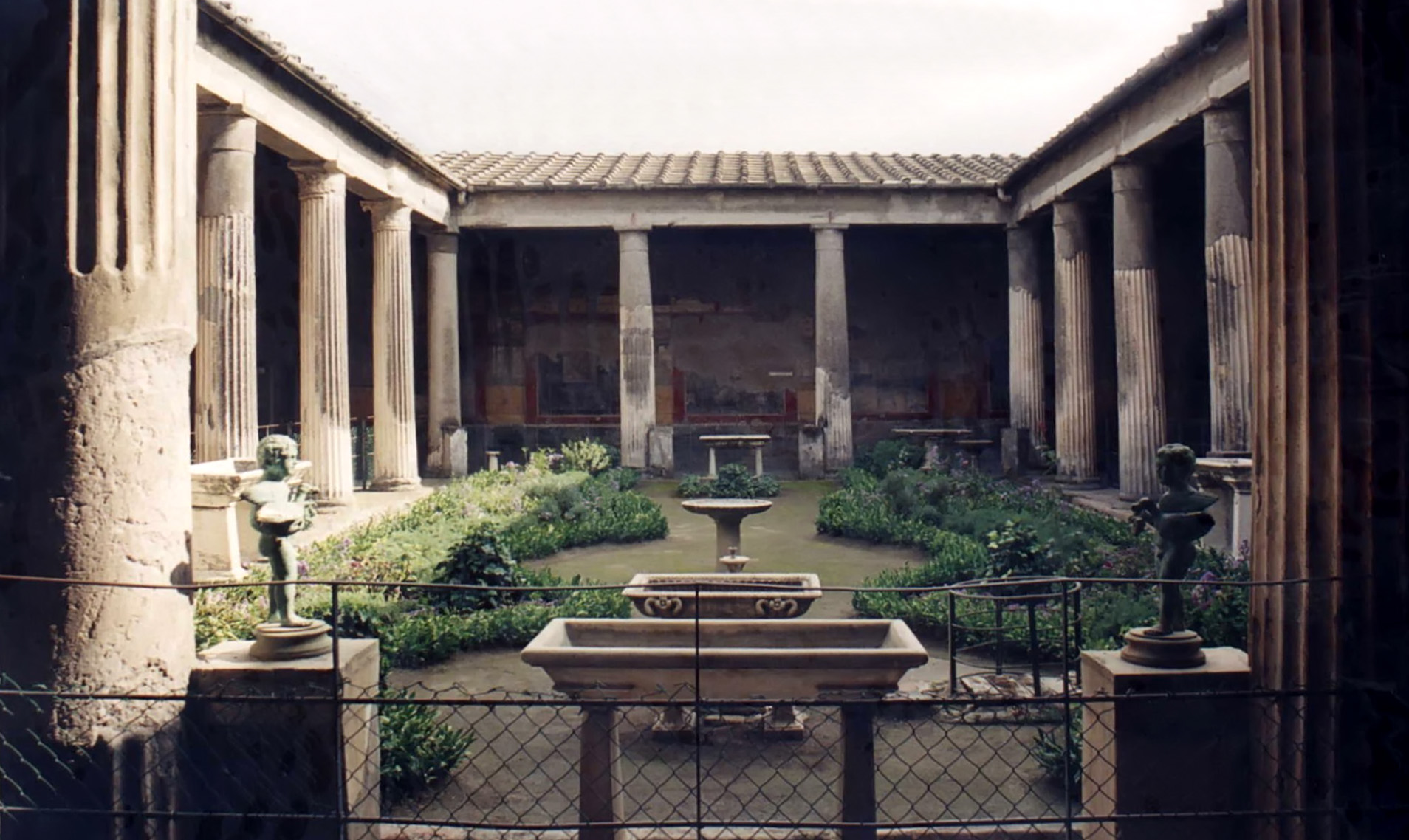
Pompeii, Vettius háza

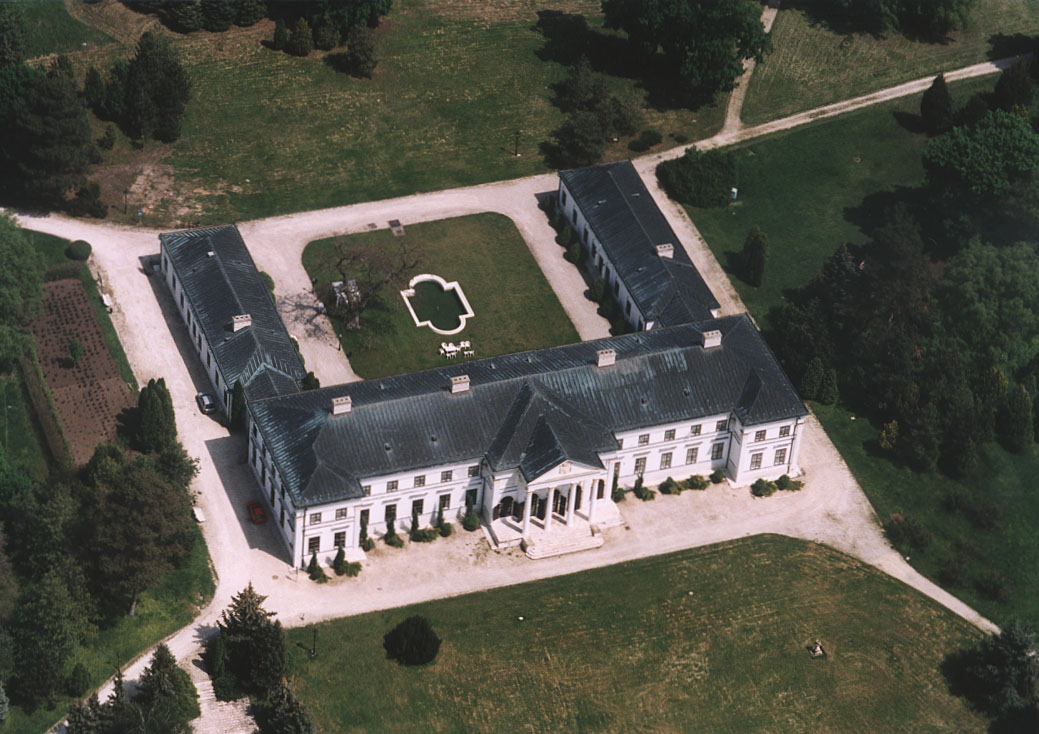
A seregélyesi Zichy–Hadik-kastély, a homlokzat közepén portikusszal

### Portikusz
A portikusz  az épület főhomlokzatához csatlakozó, a többi három oldalán nyitott, oszlopos előcsarnok, illetve fedett, elöl nyitott oszlopfolyosó. Felül egyenes gerendázat vagy háromszögű oromzat zárja le.
Neve a latin porticus szóból ered, ennek forrása pedig a porta (kapu). Portikusz előzi meg az ókeresztény és muszlim templomokat. Ilyen oszlopcsarnokok vannak több középkori városháza és más középületek, modern múzeumok, színházak stb. előtt.
Szép példája a Porticus Deorum Consentium Rómában.

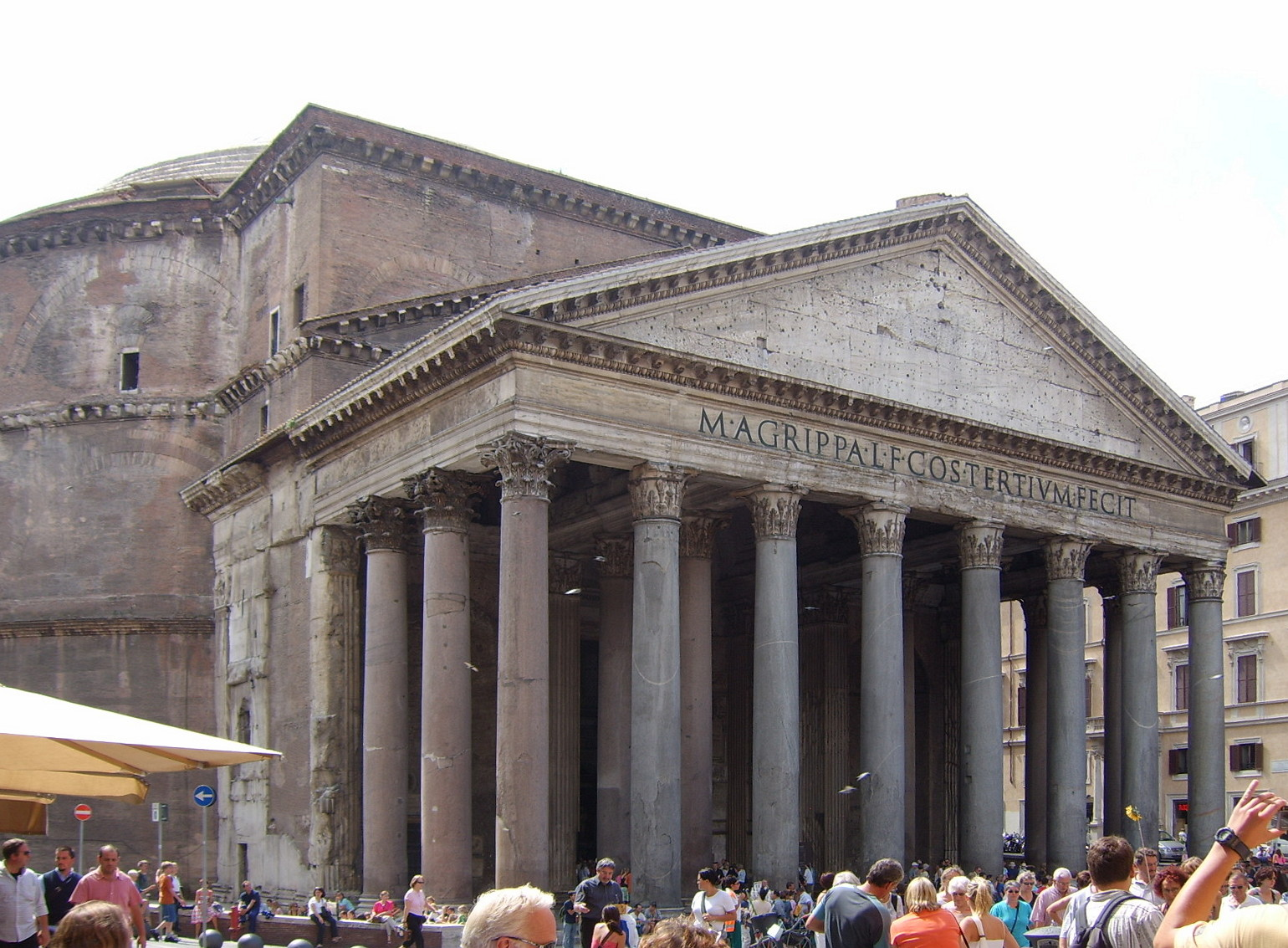
Portikusz a római Pantheon előtt
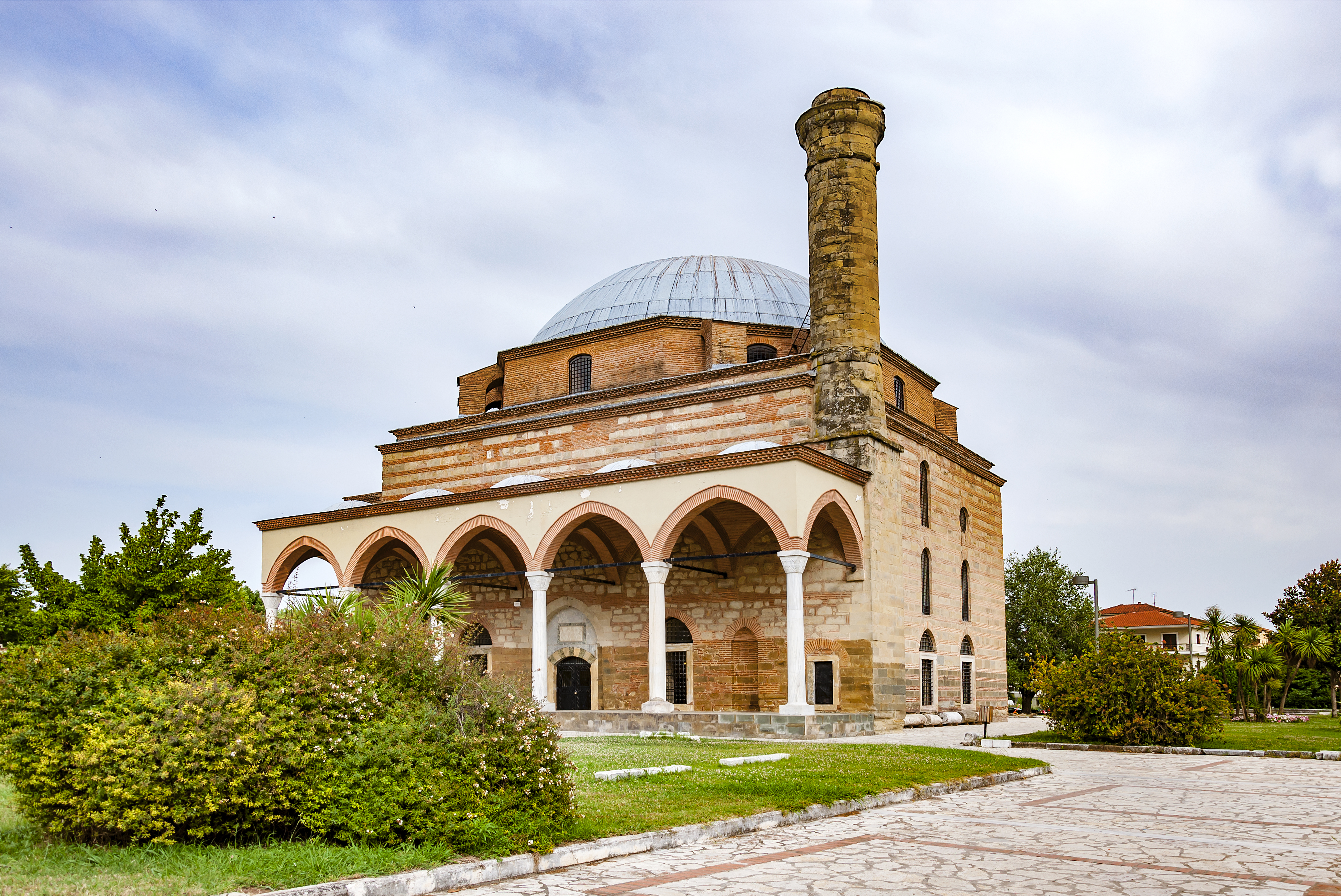
Portikusz Szinán, a nagy oszmán építész egyik korai alkotásán
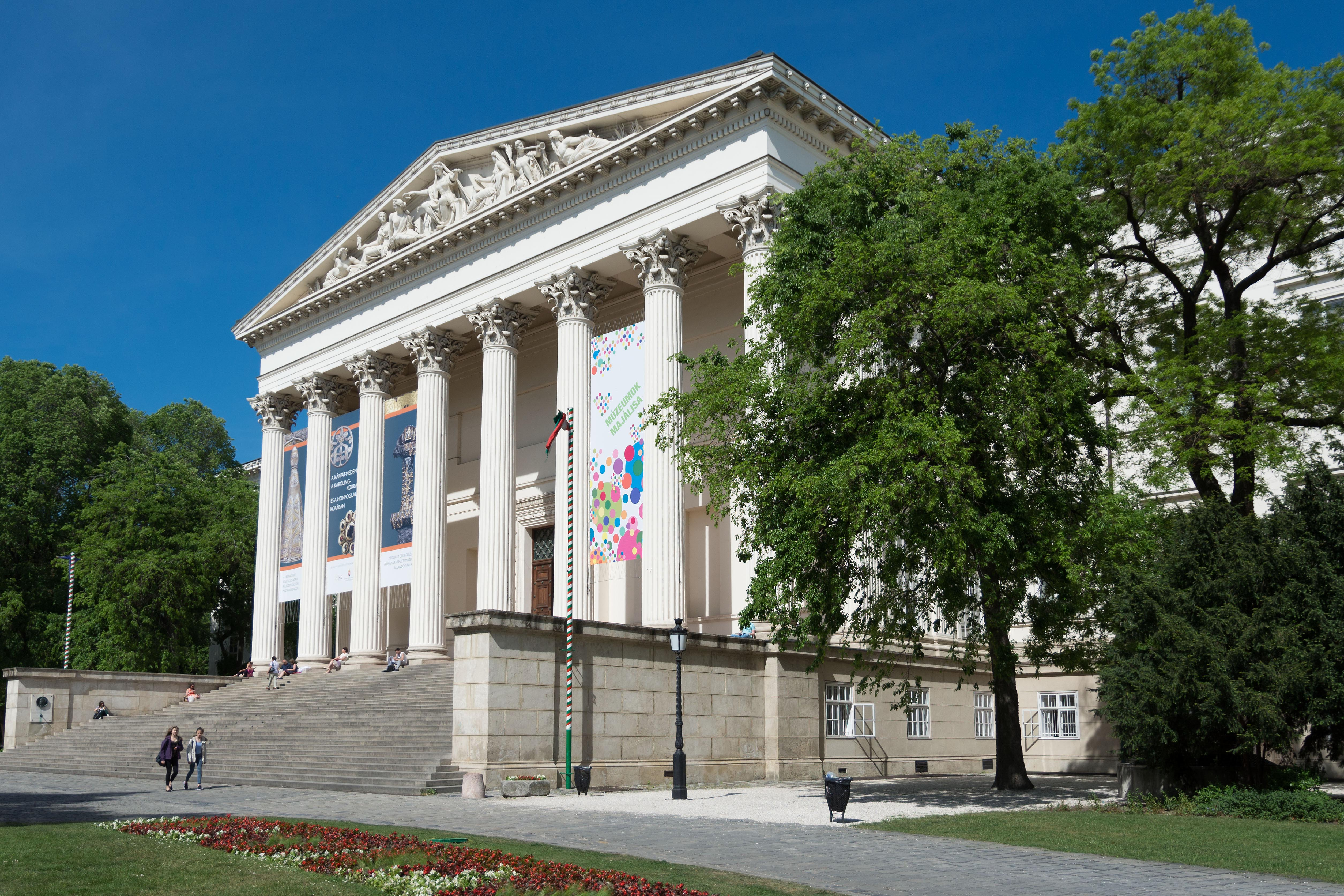
A Magyar Nemzeti Múzeum portikusza

### Szabadon álló oszlopcsarnok
Emlékművek, szoborcsoportok elhelyezésére szolgál, pl. a budapesti Millenniumi emlékmű két oszlopcsarnoka.